# Романишин, Сергей Владимирович
Сергей Владимирович Романишин (укр. Сергій Володимирович Романишин; 3 сентября 1975, Станкова, Калушский район, Ивано-Франковская область, Украинская ССР, СССР) — украинский футболист.

## Клубная карьера
Выступал за «Скалу» (Стрый), «Карпаты» (Львов), «Борисфен» (Борисполь), «Кремень» (Кременчуг), «Прикарпатье» (Ивано-Франковск), Россияроссийский «Нефтехимик» из Нижнекамска и «Динамо» (Львов). С 2000 по 2003 годы выступал за албанский клуб «Динамо» из Тираны, в составе которого является первым украинским футболистом, выигравший чемпионат Албании, также был финалистом Кубка Албании. Сезон 2002/2003 годов доигрывал в клубе «Влазния». С 2002 по 2003 годы играл за «Бесу». Сезон 2004/05 и первую половину чемпионата 2005/06 провел в клубе Первой лиги «Скала» (Стрый). Впоследствии выступал за албанские «Шкумбини» (вторая половина сезона 2005/06), «Динамо» из Тираны. Завершил карьеру в клубе «Скендербеу».

## Международная карьера
Выступал за юношескую сборную Украины (до 18 лет).

## Достижения
- Чемпион Албании: 2001/2002[4];
- Финалист Кубка Албании: 2001/2002